# 데이비드 릴런드
데이비드 릴런드(영어: David Leland, 1932년 1월 6일 ~ 1948년 11월 7일)는 미국의 배우이다.
어머니가 이탈리아인인 혼혈이다. 로스앤젤레스에서 사망하였다.

## 영화
- 처녀의 성 (2007년)
- 밴드 오브 브라더스 (2001년)
- 화이트 리버 (1999년)
- 랜드 걸즈 (1998년)
- 토요일이 올 때 (1996년)
- 위대한 챔피언 (1990년)
- 천사의 키스 (1989년)
- 위스 유 워 히어 (1987년)
- 모나리자 (1986년)
- 4차원의난장이E.T (1981년)
- 드라큐라의 흉터 (1970년)
- 줄리어스 시저 (1970년)
- 골칫덩이 (1944년) - 크리스토퍼 왕 역